# 長伸小副克里介
長伸小副克里介（学名：Parakrithella oblongata）为荊花介科小副克里介屬下的一个种。